# Кониковско евангелие
Кониковското евангелие е книга, български превод на Неделното евангелие, отпечатан с гръцки букви през 1852 година в град Солун, днес в Гърция, в печатницата на Киряк и Константин Държилов. Автор на превода е архимандрит Павел Божигробски. Преведено на местен воденски говор, Евангелието е важен източник за историята на българския език.
Текстът на заглавната страница на евангелието гласи:
| „ | ΕΥΑΓΓΕΛΙΕ ΝΑ ΓΟΣΠΟΔΑ ΜΠΟΓΑ Η ΣΠΑΣΑ ΝΑΣΕΓΟ ΙΗΣΟΥΣΑ ΧΡΙΣΤΩ, ΣΙΓΑ ΝΟΒΟ ΤΥΠΟΣΑΝΟ ΝΑ ΜΠΟΓΑΡΣΚΟΙ ΓΕΖΙΚ. ΖΑ ΣΕΚΟΑ ΝΕΔΕΛΙΑ ΟΤ ΓΟΔΙΝΑ ΔΟΓΟΔΙΝΑ ΣΟ ΡΕΤ. ΠΡΕΠΙΣΑΝΟ Η ΔΙΟΡΤΩΣΑΝΩ ΟΤ ΜΕΝΕ ΠΑΥΕΛ ΙΕΡΟΜΟΝΑΧ, ΜΠΟΖΙΓΡΟΠΣΚΗ ΠΡΩΤΟΣΥΓΓΕΛ, ΡΟΔΟΜ ΒΟΔΕΝΣΚΑ (Επαρχια) ΟΤ ΣΕΛΟ ΚΟΝΙΚΟΒΟ. ΣΟΛΟΝ ΣΤΑΜΠΑ ΚΥΡΙΑΚΟΒΑ ΔΑΡΖΗΛΕΝ. 1852 | “ |

Предаден с кирилица:
| „ | Евангелие на Господа Бога и Спаса нашего Иисуса Христо, сига ново типосано на богарской йезик за секоа неделя от година догодина со рет. Преписано и диортосано от мене Павел йероманах, божигропски протосингел, родом Воденска (Епархия) от село Кониково. Солон, Стампа Кирякова Дарзилен. 1852. | “ |

Запазени са само първите два листа от евангелието.